# علی علیپور
علی علیپور  (زادهٔ ۲۰ آبان ۱۳۷۴) بازیکن فوتبال اهل ایران است که در پست مهاجم برای باشگاه فوتبال پرسپولیس در لیگ برتر خلیج فارس بازی می‌کند.
علیپور در باشگاه پرسپولیس در فصل ۹۷–۱۳۹۶ آقای گل لیگ برتر ایران و نیز در ۹۷–۱۳۹۶ بهترین مهاجم سال فوتبال ایران شد. علیپور جوان‌ترین گلزن تاریخ شهرآورد تهران است. علی علیپور موفق به زدن ۵ گل در شهرآورد تهران شده‌است. همچنین او در فینال جام حذفی فوتبال ایران ۹۸–۱۳۹۷ گل پیروزی‌بخش پرسپولیس را به ثمر رساند.
علیپور سابقه بازی و گلزنی برای تیم ملی نوجوانان و جوانان ایران را دارد و همچنین برای تیم ملی بزرگسالان ایران نیز بازی کرده‌است.
علیپور در سال ۱۴۰۳ بعد از چند سال دوری از فوتبال ایران به تیم فوتبال پرسپولیس بازگشت.
همچنین او سومین گلزن برتر تاریخ پرسپولیس است‌.

## دوران باشگاهی
علی علیپور سابقه بازی برای نساجی مازندران، سنگ آهن بافق یزد، راه‌آهن تهران، پرسپولیس تهران، ماریتیمو پرتغال و ژیل ویسنته پرتغال را دارد.

### پرسپولیس

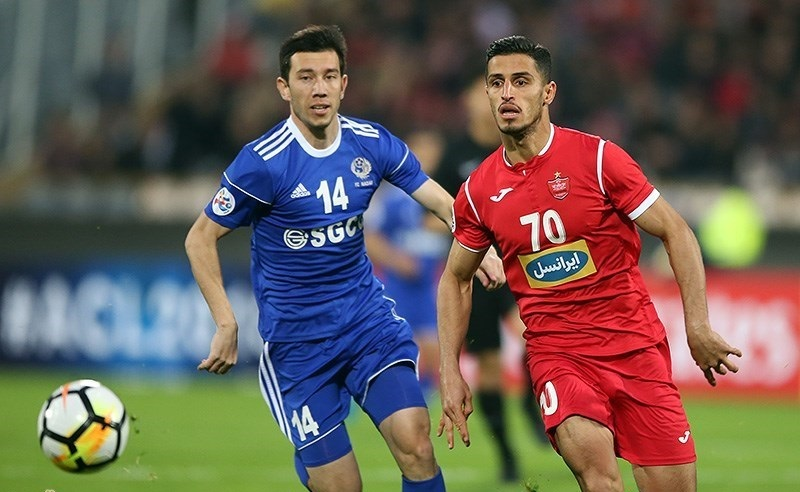
علی علیپور در حال بازی برای پرسپولیس در لیگ قهرمانان آسیا ۲۰۱۸

علی علیپور در ۹ دی ۱۳۹۳ و با قراردادی یک و نیم ساله به تیم فوتبال پرسپولیس پیوست؛ بعدها این قرارداد به مدت ۳ فصل دیگر تمدید شد. علیپور برای اولین بار با پیراهن پرسپولیس در ۲۱ اسفند ۱۳۹۳ دروازه نفت مسجدسلیمان را باز کرد. در طول حضور برانکو در پرسپولیس، علی علیپور در بیشتر بازی‌های رسمی و دوستانه برای پرسپولیس به میدان رفته‌است. علی علیپور تنها بازیکن تاریخ شهرآورد تهران است که دو بار موفق شده تک گل ۳ امتیازی برای تیمش بزند.
علی علیپور در لیگ برتر فوتبال ایران ۹۶–۱۳۹۵ به مقام قهرمانی دست یافت؛ همچنین او با گلی که در ثانیه ۳۰ وارد دروازه ماشین‌سازی تبریز کرد، سریع‌ترین گل لیگ شانزدهم را به نام خود ثبت کرد.
او جزو ۱۱ بازیکن تاریخ لیگ برتر فوتبال ایران است که توانسته ۱۰ گل یا بیشتر در طول یک نیم‌فصل بزند.
در لیگ قهرمانان آسیا ۲۰۱۷، تارنمای AFC علی علیپور را در لیست آینده‌دارهای آسیا معرفی کرد.همچنین او که در جریان دیدار تیمش برابر الاهلی عملکرد فوق‌العاده‌ای داشت ، به عنوان ششمین بازیکن برتر دور برگشت مرحله یک چهارم نهایی لیگ قهرمانان آسیا انتخاب شد.
او ضمن زدن دومین گل سریع تاریخ رقابت‌های سوپر جام فوتبال ایران، توانست در سال ۱۳۹۶ همراه با پرسپولیس قهرمان این رقابت‌ها شود.
با نمایش خوب علیپور در لیگ برتر فوتبال ایران ۹۸–۱۳۹۷، در خرداد سال ۱۳۹۷ برای علیپور پیشنهادهای اروپایی و آسیایی وجود داشت که مهمترین آنها یک پیشنهاد ۷۰۰ هزار یورویی از یک تیم سرشناس بلژیکی بود. ایرج عرب، سرپرست آن زمان پرسپولیس با جدایی علیپور مخالفت کرد و مبلغ رضایتنامه را برای جدایی او افزایش داد و در پایان، این بازیکن در پرسپولیس ماندنی شد. او در فصل ۹۸–۱۳۹۷ از بازیکنان موفق پرسپولیس بوده‌است و در فینال جام حذفی فوتبال ایران ۱۳۹۸ گل پیروزی و قهرمانی پرسپولیس را زد تا کمی بعد توسط مارک ویلموتس به تیم ملی فوتبال ایران دعوت شود.
بهترین گلزن لیگ برتری پرسپولیس
در ۳ آبان ۱۳۹۸، علی علیپور با گلزنی در مقابل شاهین بوشهر موفق شد از رکورد ۴۵ گل مهدی طارمی در لیگ عبور کند و بهترین گلزن پرسپولیس در لیگ برتر خلیج فارس شود. وی در این دیدار هت تریک کرد.

### ماریتیمو
در ۷ مهر ۱۳۹۹ علیپور با 
قراردادی دو ساله به باشگاه ماریتیمو در لیگ برتر پرتغال پیوست. اولین گل علی علیپور برای تیم ماریتیمو در ۲۱ فروردین ۱۴۰۰ و در بازی مقابل فارنسی بود که با این گل سه امتیازی تیم ماریتیمو یک بر صفر برنده مسابقه شد. علیپور در بازی مقابل بلننسس یک دربیل زیبا انجام داد که مورد تمجید صفحه لیگ پرتغال قرار گرفت. علیپور در یکی از بازی‌های درخشان خود برای ماریتیمو در بازی مقابل اروکا دبل کرد و بهترین بازیکن این دیدار لقب گرفت. علی علیپور سابقه گلزنی به بنفیکا که پرافتخارترین باشگاه پرتغال است را هم در کارنامه خود دارد.

### ژیل‌ویسنته
در ۲۸ اردیبهشت ۱۴۰۱ با اعلام باشگاه ژیل ویسنته پرتغال، علی علیپور با عقد قراردادی رسماً به این باشگاه پیوست. علیپور در اولین بازی خود با پیراهن ژیل ویسنته در لیگ پرتغال توانست گل سه امتیازی برای تیمش به ثمر برساند. علی علیپور در این بازی نیمکت نشین بود. او در دقیقه ۸۰ به میدان رفت و تنها ۶ دقیقه بعد از حضورش توانست گل پیروزی‌بخش تیمش را به‌ثمر رساند.
وی در ۲۳ بهمن ۱۴۰۱ در بازی مقابل باشگاه فوتبال فامالیکاو دچار پارگی رباط صلیبی شد و بیش‌تر از ده ماه خانه‌نشین گردید.

### پرسپولیس
علیپور در ۲۸ تیر ۱۴۰۳ با قراردادی دوساله مجدد به پرسپولیس بازگشت.

## دوران ملی

### نوجوانان ایران
علی علیپور ۶ بازی رسمی در تیم ملی فوتبال نوجوانان ایران انجام داده و ۳ گل هم زده‌است.

### جوانان ایران
او سابقه بازی برای تیم ملی فوتبال جوانان ایران را نیز درکارنامه دارد و ۸ گل نیز در این رده سنی به ثمر رسانده‌است.

### تیم ملی فوتبال ایران

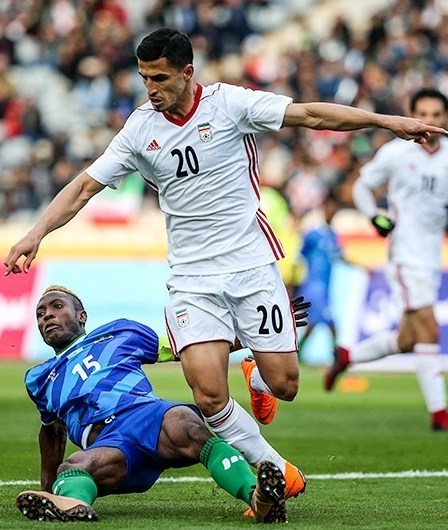
علیپور در تیم ملی فوتبال ایران

علیپور برای نخستین بار توسط کارلوس کی‌روش به تیم ملی فراخوانده شد. او نخستین بازی ملی خودش را برابر تیم ملی فوتبال سیرالئون انجام داد. و بعد از مدتی دوری از تیم ملی، با درخششی که در بازی فینال جام حذفی داشت، توسط مارک ویلموتس برای بازی دوستانه برابر سوریه و کره جنوبی به تیم ملی دعوت شد. او در بازی با کره جنوبی در تاریخ ۲۱ خرداد ۱۳۹۸ در دقیقه ۸۰ به جای کریم انصاری‌فرد وارد بازی شد.

## آمار

### باشگاهی
تا تاریخ ۲۷ مرداد ۱۴۰۴
| باشگاه       | دسته       | فصل        | لیگ  | لیگ | جام حذفی | جام حذفی | آسیا | آسیا | سایر | سایر | مجموع | مجموع |
| باشگاه       | دسته       | فصل        | بازی | گل  | بازی     | گل       | بازی | گل   | بازی | گل   | بازی  | گل    |
| ------------ | ---------- | ---------- | ---- | --- | -------- | -------- | ---- | ---- | ---- | ---- | ----- | ----- |
| نساجی        | دسته ۱     | ۹۰–۱۳۸۹    | ۱    | ۰   | ۰        | ۰        | –    | –    | –    | –    | ۱     | ۰     |
| نساجی        | مجموع      | مجموع      | ۱    | ۰   | ۰        | ۰        | ۰    | ۰    | ۰    | ۰    | ۱     | ۰     |
| سنگ آهن بافق | دسته ۱     | ۹۲–۱۳۹۱    | ۲۵   | ۳   | ۰        | ۰        | –    | –    | –    | –    | ۲۵    | ۳     |
| سنگ آهن بافق | مجموع      | مجموع      | ۲۵   | ۳   | ۰        | ۰        | ۰    | ۰    | ۰    | ۰    | ۲۵    | ۳     |
| راه‌آهن       | لیگ برتر   | ۹۳–۱۳۹۲    | ۱۷   | ۲   | ۳        | ۱        | –    | –    | –    | –    | ۲۰    | ۳     |
| راه‌آهن       | لیگ برتر   | ۹۴–۱۳۹۳    | ۸    | ۱   | ۲        | ۰        | –    | –    | –    | –    | ۱۰    | ۱     |
| راه‌آهن       | مجموع      | مجموع      | ۲۵   | ۳   | ۵        | ۱        | ۰    | ۰    | ۰    | ۰    | ۳۰    | ۴     |
| پرسپولیس     | لیگ برتر   | ۹۴–۱۳۹۳    | ۱۱   | ۲   | ۰        | ۰        | ۸    | ۰    | –    | –    | ۱۹    | ۲     |
| پرسپولیس     | لیگ برتر   | ۹۵–۱۳۹۴    | ۲۶   | ۵   | ۳        | ۰        | –    | –    | –    | –    | ۲۹    | ۵     |
| پرسپولیس     | لیگ برتر   | ۹۶–۱۳۹۵    | ۲۹   | ۴   | ۱        | ۰        | ۷    | ۰    | –    | –    | ۳۷    | ۴     |
| پرسپولیس     | لیگ برتر   | ۹۷–۱۳۹۶    | ۲۸   | ۱۹  | ۳        | ۱        | ۱۲   | ۵    | ۱    | ۱    | ۴۴    | ۲۶    |
| پرسپولیس     | لیگ برتر   | ۹۸–۱۳۹۷    | ۳۰   | ۱۴  | ۵        | ۱        | ۱۲   | ۳    | –    | –    | ۴۷    | ۱۸    |
| پرسپولیس     | لیگ برتر   | ۹۹–۱۳۹۸    | ۲۹   | ۱۲  | ۴        | ۳        | ۲    | ۲    | –    | –    | ۳۵    | ۱۷    |
| پرسپولیس     | لیگ برتر   | ۰۴–۱۴۰۳    | ۳۰   | ۱۲  | ۲        | ۲        | ۸    | ۱    | ۱    | ۰    | ۴۱    | ۱۵    |
| پرسپولیس     | لیگ برتر   | ۰۵–۱۴۰۴    | ۱    | ۱   | ۰        | ۰        | –    | –    | –    | –    | ۱     | ۱     |
| پرسپولیس     | مجموع      | مجموع      | ۱۸۴  | ۶۹  | ۱۸       | ۷        | ۴۹   | ۱۱   | ۲    | ۱    | ۲۵۳   | ۸۸    |
| ماریتیمو     | لیگ پرتغال | ۲۰۲۰–۲۰۲۱  | ۲۶   | ۲   | ۳        | ۰        | –    | –    | ۰    | ۰    | ۲۹    | ۲     |
| ماریتیمو     | لیگ پرتغال | ۲۰۲۱–۲۰۲۲  | ۳۴   | ۷   | ۱        | ۱        | –    | –    | ۱    | ۱    | ۳۶    | ۹     |
| ماریتیمو     | مجموع      | مجموع      | ۶۰   | ۹   | ۴        | ۱        | ۰    | ۰    | ۰    | ۰    | ۶۵    | ۱۱    |
| ژیل ویسنته   | لیگ پرتغال | ۲۰۲۲–۲۰۲۳  | ۱۵   | ۲   | ۲        | ۱        | ۳    | ۰    | ۴    | ۱    | ۲۴    | ۴     |
| ژیل ویسنته   | لیگ پرتغال | ۲۰۲۳–۲۰۲۴  | ۱۹   | ۲   | ۱        | ۰        | ۰    | ۰    | ۰    | ۰    | ۲۰    | ۲     |
| ژیل ویسنته   | مجموع      | مجموع      | ۳۴   | ۴   | ۳        | ۱        | ۳    | ۰    | ۴    | ۱    | ۴۴    | ۶     |
| مجموع آمار   | مجموع آمار | مجموع آمار | ۳۲۹  | ۸۸  | ۳۰       | ۱۰       | ۵۲   | ۱۱   | ۷    | ۳    | ۴۱۸   | ۱۱۲   |

### بازی‌های ملی
تا تاریخ ۵ ژوئن ۲۰۲۵
| ایران | ایران | ایران |
| سال   | بازی  | گل    |
| ----- | ----- | ----- |
| ۲۰۱۸  | ۲     | ۰     |
| ۲۰۱۹  | ۱     | ۰     |
| ۲۰۲۵  | ۲     | ۰     |
| مجموع | ۵     | ۰     |

## افتخارات

### باشگاهی
پرسپولیس

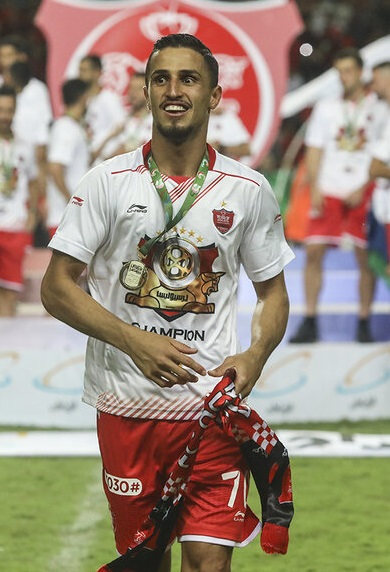
علیپور در جشن قهرمانی جام حذفی پرسپولیس

- لیگ برتر خلیج فارس (۴): ۹۶–۱۳۹۵، ۹۷–۱۳۹۶، ۹۸–۱۳۹۷ ۹۹–۱۳۹۸ ؛ نائب‌قهرمانی (۱): ۹۵–۱۳۹۴
- جام حذفی ایران (۱): ۹۸–۱۳۹۷
- سوپر جام ایران (۳): ۱۳۹۶، ۱۳۹۷، ۱۳۹۸
- لیگ قهرمانان آسیا نائب‌قهرمانی (۱): ۲۰۱۸

### فردی
- آقای گل لیگ برتر فوتبال ایران ۹۷–۱۳۹۶ (با ۱۹ گل)[۴۱]
- بهترین مهاجم لیگ برتر فوتبال ایران ۹۷–۱۳۹۶
- بهترین گلزن تاریخ پرسپولیس در مسابقات لیگ برتر (۶۸ گل)
- بهترین گلزن تاریخ پرسپولیس در مسابقات لیگ قهرمانان آسیا (۱۱ گل)
- سومین گلزن برتر تاریخ پرسپولیس (۸۷ گل در مسابقات رسمی مختلف)
- به ثمر رساندن ۵ گل در شهرآورد تهران.
- سومین گلزن برتر تاریخ دربی
- بهترین مهاجم لیگ قهرمانان آسیا ۲۰۱۸[۴۲]
- ترکیب منتخب هفته بیست و دوم لیگ برتر پرتغال[۴۳]